# Harris 500 papirusz
A Harris 500 papirusz, más néven pHarris 500 vagy P. British Museum 10060 ókori egyiptomi papirusz, ami a ramesszida korban (XIX.–XX. dinasztia) íródott hieratikus írással. 19,5 cm széles, 142,5 cm hosszú. Tartalma A királyfi és a sors és a Joppa bevétele című történetek, szerelmes versek és A hárfás dala.
A papirusz Anthony Charles Harris (1790–1869) gyűjteményének része volt; halála után, 1872-ben a British Museum vásárolta meg lányától, Selima Harristől. A múzeumi leltári száma 1872,1101.2. Felfedezésekor a papirusz ép volt, de károsodás érte, mikor az alexandriai házban, ahol őrizték, robbanás történt. A feltételezés, miszerint Harris az egészet lemásolta még a robbanás előtt, alaptalannak bizonyult.